# 영월 청령포 관음송
영월 청령포 관음송은 대한민국 강원특별자치도 영월군 청령포에 있는 소나무이다. 1988년 4월 30일 대한민국의 천연기념물 제349호로 지정되었다.

## 개요
관음송은 영월의 청령포 안에서 자라고 있으며 나이는 600년 정도로 추정된다. 높이 30m, 가슴높이 둘레 5.19m의 크기로 1.6m되는 높이에서 줄기가 두 갈래로 갈라져 하나는 위로 하나는 서쪽으로 약간 기울어져 자라고 있다.
청령포는 세조 2년(1456)에 왕위를 빼앗긴 단종이 유배되었던 곳으로 단종은 유배생활을 하면서 둘로 갈라진 이 나무의 줄기에 걸터앉아 시간을 보냈다고 한다. 관음송(觀音松)이라는 이름은 단종의 비참한 모습을 지켜보았다고 해서 ‘볼 관(觀)’자를, 단종의 슬픈 말소리를 들었다하여 ‘소리 음(音)’자를 따서 붙인 것이라고 한다. 나라에 큰 일이 있을 때마다 나무의 껍질이 검은색으로 변하여 나라의 변고를 알려 주었다하여 마을 사람들은 이 나무를 귀하게 여기고 있다.
이 나무는 단종과 관련된 전설을 가지고 있는 등 역사적·학술적 자료로서의 보존가치가 인정되어 천연기념물로 지정하여 보호하고 있다.

## 사진

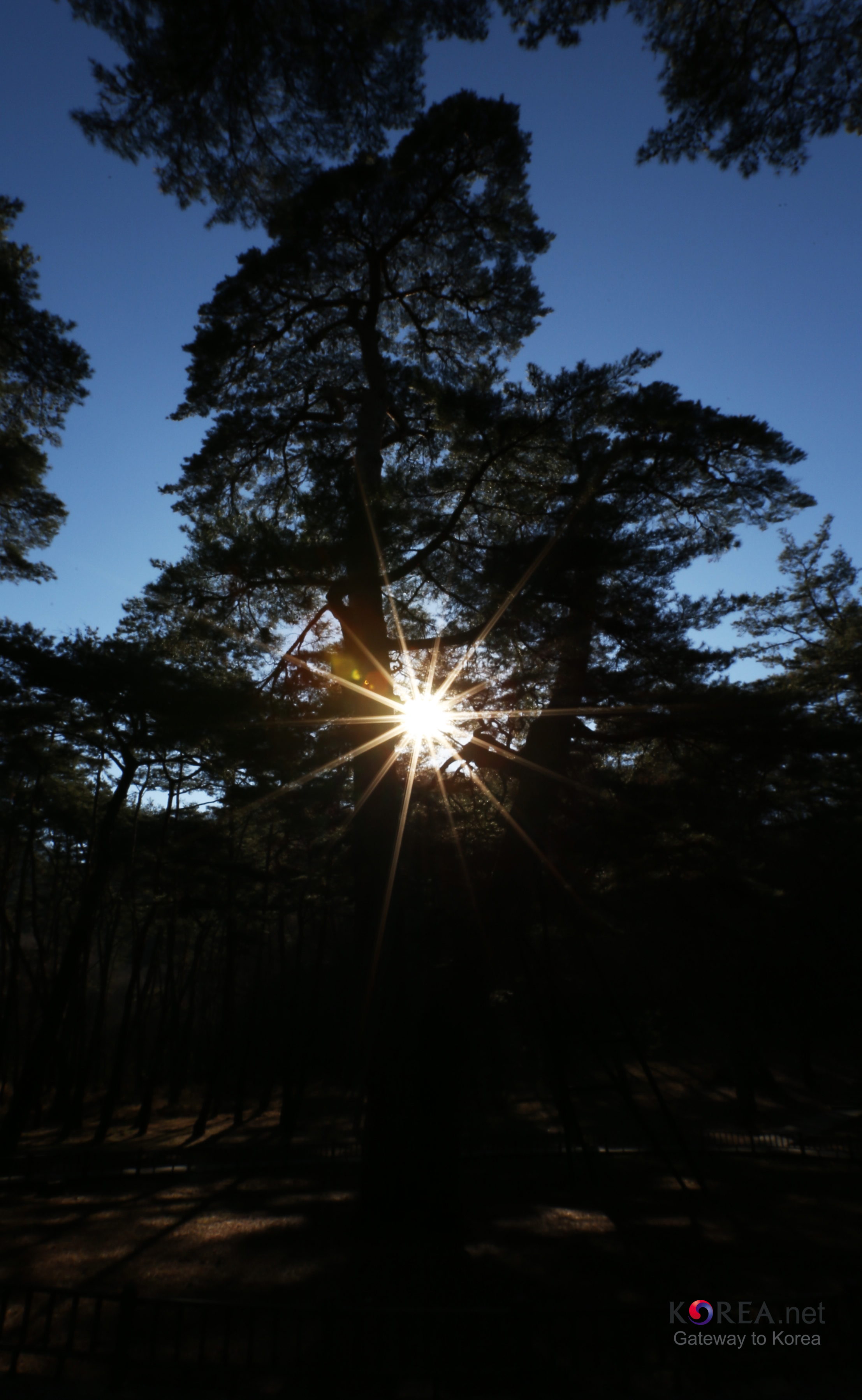

## 참고 문헌
- 문화재청, 《문화재이야기여행 천연기념물 100선 보관됨 2016-08-28 - 웨이백 머신》, pp72~76, 2016-03-31
- 영월 청령포 관음송 - 국가유산청 국가유산포털